# Mustelus lunulatus
Espèce
Répartition géographique
Statut de conservation UICN

 LC  : Préoccupation mineure
L’émissole mamon (Mustelus lunulatus ) est une espèce de poisson cartilagineux appartenant à la super classe des sélachimorpha.

## Description

### Morphologie générale
L’émissole mamon a un corps élancé, une tête courte, un museau modérément long formant un angle émoussé en vue latérale. Ses yeux sont grands mais de longueur inférieure à la bouche. Il possède des rainures labiales supérieures plus courtes que les inférieures.

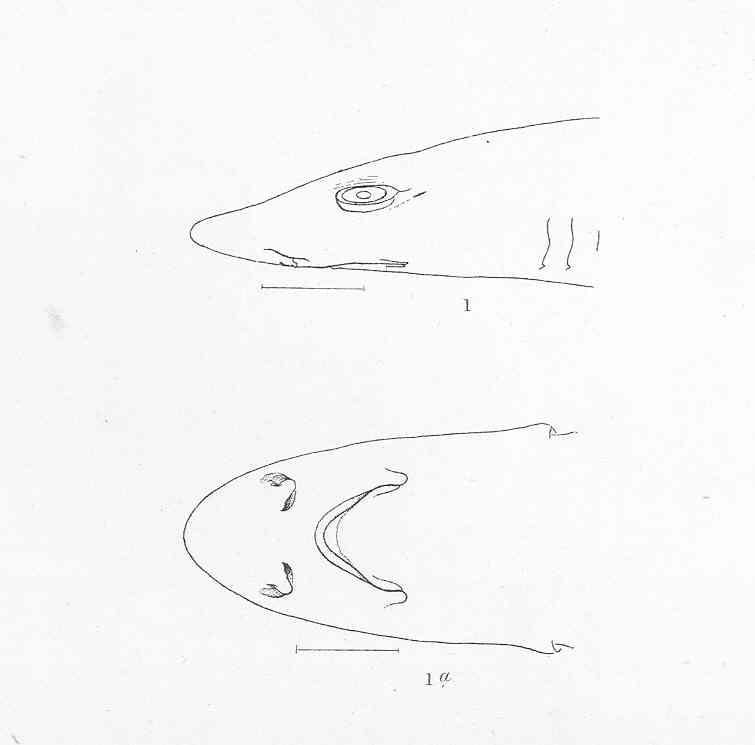
Tête de Mustelus lunulatus

Les dents sont molariformes et asymétriques avec un sommet primaire réduit à une pointe faible et sans cuspides accessoires, à l’exception des très jeunes.
La longueur totale des individus varie généralement entre 40 et 135 cm. La taille maximale est de 170 cm. Il n’y a pas de différences significatives entre les individus mâles et les individus femelles que cela soit en termes de poids ou en termes de longueur totale. Ils ont tous deux une croissance de type isométrique. Les femelles vivent généralement plus longtemps et peuvent dès lors atteindre des tailles plus grandes.

## Répartition et habitat
L'espèce est abondante mais peu connue, elle a une grande aire de distribution dans les mers tropicales, tempérées chaudes et froides, allant des eaux peu profondes aux profondeurs modérées (300 m. ou plus). Son aire de répartition comprend les golfes de Californie et du Mexique et l’océan Pacifique est, jusqu'aux côtes de l’Equateur, de la Colombie et du Costa Rica. Il vit à la fois à proximité et à l’écart de la côte.

## Biologie et écologie

### Reproduction
Il atteint la maturité sexuelle à partir d’une longueur totale d’environ 70 à 80 cm pour les mâles et environ 1 mètre pour les femelles. Le type de reproduction est ovovivipare, la femelle conserve ses œufs dans la concavité utérine jusqu’à ce qu’ils se développent et que les jeunes commencent à émerger. Ils naissent avec une taille allant de 30 à 35 cm. Les femelles se reproduisent chaque année et ont une période de gestation d’environ 11 mois, la gestation et la vitellogenèse se font en même temps. Son espérance de vie est évaluée à entre 15 et 21 ans.

### Alimentation
L’émissole mamon se nourrit principalement d’animaux marins appartenant à l’ordre des Stromatopoda lorsqu’il est à l’état de juvénile et d’animaux appartenant à l’infra-ordre des Brachyura dès l’âge adulte. Il complète également son alimentation avec des Dendrobranchiata, des Cephalopoda, des Anomura et des Polychaeta.

## Taxonomie
La taxonomie de cette espèce a été établie en 1882 par les biologistes David Starr Jordan et Charles Henry Gilbert.

## Interaction avec l'homme

### Pêche
C'est l’espèce de requin démersale la plus importante dans l’industrie de la pêche en Equateur et en Colombie. Il figure dès lors sur la liste des espèces marines consommables établis par la FAO.
Il est complètement inoffensif pour l’être humain.